# إتيكسبارريا
بلدية إتيكسبارريا (بالإسبانية: Etxebarria)‏ هي بلدية تقع في مقاطعة بيسكاي, التي تقع في منطقة الباسك شمالي إسبانيا.

## وصلات خارجية
- (بالإسبانية)